# Varadouro (jornal)
Varadouro é um jornal da imprensa alternativa de Rio Branco lançado em maio de 1977. O tabloide é conhecido por ser combativo aos latifundiários da região da Amazônia durante a Ditadura Militar. Ele foi encerrado em 1981, sendo relançado de forma online em 2023.

## História
Varadouro foi lançado em maio de 1977 em Rio Branco por iniciativa da Igreja Católica, mais especificamente a Prelazia do Acre e Purus. Inicialmente, foi impresso em folha de papel ofício, mas rapidamente transformou-se em um tabloide. O jornal foi inspirado na militância de José Ribamar Bessa Freire, que participou da luta armada contra a Ditadura Militar nos Anos de Chumbo, sendo fundado pela Macauã Produções Gráficas e Publicações Ltda., dos sócios Elson Martins da Silveira, Silvio Martinello, Abrahim Farhat Neto, Luís Carvalho, Célia Pedrina Rodrigues Alves, Alberto Furtado e Arquilau de Castro Melo. Os maquinários vieram do Rio de Janeiro e demorou oito meses para que a primeira edição fosse publicada. Inicialmente, o financiamento veio por intermédio de Dom Moacyr Grechi, bispo de Rio Branco. Mesmo com a Igreja financiando as cinco primeiras edições, ela não exerceu controle editorial. O nome do jornal vem dos "varadouros", pessoas que carregavam a borracha em lombos de burros até os rios e igarapés. Esta foi a segunda publicação da Igreja Católica na região, sendo precedida pelo boletim Nós Irmãos. O único funcionário que recebia salário era o repórter Suede Chaves, pois estava desempregado e tinha cinco filhos para cuidar. Ele também contava com anúncios do comércio local. A distribuição era feita por Alberto Furtado e pela Delegacia da Contag no Acre. As tiragens variavam, com edições chegando a 7 mil exemplares, superando em muito seu rival, O Rio Branco. O jornal chegou a ser distribuido em Porto Velho, Belém, Macapá, Manaus, Brasília, Recife, Rio de Janeiro e São Paulo.
Inicialmente, o jornal sofreu com várias interrupções por funcionar de maneira improvisada e por conta dos boicotes das gráficas da região. Entre suas principais matérias, está a cobertura da CPI da Terra, em novembro de 1977. Em sua terceira edição, o jornal publicou matéria sobre a situação das terras do Acre, gerando rebuliço e sendo notificado em outros jornais, como O Acre, do Partido dos Trabalhadores (PT). A quinta edição contou com matéria do mesmo teor, fazendo esgotar as 5 mil edições impressas. Durante sua existência, o jornal auxiliou na organização dos movimentos sociais dos indígenas, seringueiros e trabalhadores do campo. Logo na primeira edição, o jornal cobriu o processo de criação das periferias de Rio Branco, como a Cidade Nova e a história dos índios isolados, populações indígenas que vivem na fronteira com o Peru sobreviventes das "caças a índios" promovidas pelos seringalistas. Após a edição 19, o jornal entrou em crise por diferenças editoriais, que levou a uma mudança na direção do jornal. Os novos membros tinham um foco jornalístico mais urbano, e foram publicadas matérias sobre Santo Daime, homossexualidade e maconha, que levou a retirada do financiamento da Igreja. Na segunda fase do jornal, seus diretores-chefe foram Toinho Alves, Marco Antonio e Saulo Petean. Em 1980, foram lançadas apenas duas edições, e em dezembro de 1981 foi encerrado na 24ª edição. Entre os motivos apontados, estão fragilidade financeira, falta de apoio da igreja, perda de espaço para os jornais diários e uma série de ameaças a seus repórteres e editores. O tabloide nunca sofreu apreensão ou censura prévia.
O jornal teve projeção nacional, sendo um sucesso nos meios acadêmicos. Alguns de seus contribuidores foram Dom Moacyr, Chico Mendes, Lúcio Flávio Pinto, Márcio Souza, Célia Pedrina, Fátima Almeida, Romerito Aquino e Leandro Altheman. Chico Mendes não era jornalista, porém servia como correspondente do jornal chegou a distribui-lo em seringais. Após o fim do Varadouro, vários de seus colaboradores foram contratados pelos jornais tradicionais, principalmente por causa do fim da censura governamental em 1982.
Em 2019, Elson Martins, Valéria Santana e estudantes da Universidade Federal do Acre criaram um grupo para refundar o jornal de forma online. O lançamento foi afetado pela falta de fianciamento e a Pandemia de COVID-19, acontecendo em 2023.

## Editorial
Varadouro fez parte da imprensa alternativa que rompeu com o editorial de jornais como O Rio Branco, que noticiava apenas o que era enviado pela elite e não tinham repórteres. O tabloide diferenciava-se dos seus concorrentes por não ser de esquerda, mesmo fazendo oposição à Ditadura Militar. Sua linha editorial foi influenciada pela teologia da libertação, de corrente marxista. Ele defendia a compatiblização do crescimento econômico regional com a qualidade de vida e preservação do meio ambiente na região da Amazônia. Ele denunciava diversos problemas na região, incluindo questões estudantis, migratórias, indígenas, posseiros, grileiros, seringueiros, além de confrontar os latifundiários locais, apelidados de "sulistas" ou "paulistas". A Ditadura havia dado terras na Amazônia para pessoas vindas do centro-sul que substituiram o ciclo da borracha pela agropecuária, processo chamado de "bovinização", causando conflitos na região. O governo de Wanderley Dantas e o BANACRE foram chave para o financiamento e loteamento de terras aos paulistas. Sua linguagem era simples e direta, com uma identidade visual chamativa. Na prática, o jornal serviu como um "guarda-chuva" de diversos grupos sociais, servindo como nascedouro para organizações como a Comissão Pró-Índio. O jornal também era conhecido por suas charges, cujos desenhos eram simples e robustos, sendo descritos como "artesanais".
Em seu relançamento, o jornal passou a cobrir o Vale do Juruá, a região com maior área de cobertura florestal e piores índices sociais do Acre.

## Edições
Ao todo, a versão impressa teve 24 edições:
| No. | Título                                                  | Data                    |
| --- | ------------------------------------------------------- | ----------------------- |
| 1   | Índios do Acre                                          | maio de 1977            |
| 2   | O Acre nos jornais velhos...                            | junho de 1977           |
| 3   | Terra, a briga para ser dono                            | agosto de 1977          |
| 4   | Centenário de migração nordestina para o Acre           | setembro de 1977        |
| 5   | Caeté, onde se vive apenas 20 anos                      | novembro de 1977        |
| 6   | Prostituição – Acre                                     | dezembro de 1977        |
| 7   | Nóis queria um governador que olhasse pra nossa miséria | fevereiro de 1978       |
| 8   | Amazônia ameaçada                                       | março de 1978           |
| 9   | Índio sabe falar sim                                    | maio de 1978            |
| 10  | Trabalhadores, se a gente se unir numa boca só          | junho de 1978           |
| 11  | Lavadeiras: as patroas vão ter de pagar mais            | agosto de 1978          |
| 12  | A quem serve a justiça acreana                          | setembro de 1978        |
| 13  | MDB ganha mas não leva                                  | dezembro de 1978        |
| 14  | O Acre corre sérios riscos                              | março de 1979           |
| 15  | Os seringueiros precisam gritar bem alto e todos juntos | junho de 1979           |
| 16  | O grande mutirão contra a jagunçada                     | outubro de 1979         |
| 17  | Um retrato do Acre                                      | dezembro de 1979        |
| 18  | Violência está aumentando no Acre                       | março de 1980           |
| 19  | Os novos donos do Acre                                  | maio de 1980            |
| 20  | Bairro João Eduardo                                     | abril de 1981           |
| 21  | Panela no fogo, barriga vazia                           | maio de 1981            |
| 22  | Seringueiro defende seu chão                            | junho/julho de 1981     |
| 23  | Onde há terra para viver?                               | agosto/setembro de 1981 |
| 24  | Maconha: ilusão ou busca                                | dezembro de 1981        |